# Sematophyllum demissum
Sematophyllum demissum là một loài Rêu trong họ Sematophyllaceae. Loài này được (Wilson) Mitt. miêu tả khoa học đầu tiên năm 1864.